# Chapelle Saint-Lambert d'Auffe
La chapelle Saint-Lambert est un édifice religieux catholique d'origine médiévale situé dans le village d'Auffe faisant partie de la commune de Rochefort en province de Namur (Belgique). La chapelle et ses abords sont classés au patrimoine immobilier de Wallonie.

## Situation
La chapelle est bâtie au centre du village d'Auffe, placée perpendiculairement à la rue de Resteigne, à côté de la maison située au no 5 et à une centaine de mètre du carrefour avec la route nationale 86. La façade donnant sur la rue est précédée et encadrée par deux vieux tilleuls.

## Historique
Le gros œuvre de la chapelle (les murs de la nef et le début du chœur) remonte au XIIIe siècle. D'importants travaux de rénovation sont entrepris vers 1778 par les paroissiens. Une sacristie est ajoutée au sud-est du bâtiment à cette époque. Ecclésiastiquement, la chapelle a toujours dépendu de la paroisse d’Ave qui est voisine et proche. Cependant, en 1875, l’édifice religieux d’Auffe devient ‘église auxiliaire’ de celle d’Ave. Le bâtiment a été rénové en 1966.

## Description
L'édifice construit en pierre calcaire est composé d'une nef d'une seule logue travée et d'un chœur plus étroit à chevet à trois pans coupé. Les baies ornées de vitraux sont à linteau bombé et datent de la rénovation du XVIIIe siècle. La porte d'entrée en anse de panier possède une clé de voûte passante. Elle est la seule ouverture de la façade. La toiture d'ardoises est ponctuée par un clocheton carré surmonté d'une flèche à deux niveaux, d'une crois en fer forgé et d'un coq en girouette.

## Classement
La chapelle Saint-Lambert est un bien classé depuis le 13 janvier 1977 et est reprise sur la liste du patrimoine immobilier classé de Rochefort.